# Abbaye de la Cervara

L'abbaye de la Cervara est un complexe monastique datant du XIVe siècle, surplombant la mer, situé dans la ville métropolitaine de Gênes, en Ligurie.

## Situation
L'abbaye de la Cervara surplombe la côte  des dauphins, dans le plus large du Golfe du Tigullio. Propriété privée aujourd'hui, l'abbaye est accessible depuis la route principale menant de Santa Margherita Ligure, dans le village de Portofino, avec un détour qui mène directement à l'édifice religieux.

## Historique
L'édifice a été construit en 1361 par Ottone Lanfranco, un prêtre de l'église Santo Stefano de Gênes, sur un terrain, propriété des moines chartreux et dédié à saint Jérôme.
Vers l'an 1420, le pape Eugène IV  concède le monastère aux bénédictins de Monte Cassino qui l'ont restauré. Le monastère devient un bastion de la diffusion de la culture flamande en Ligurie, avec des œuvres comme que le polyptyque de la Cervara (1506), de Gérard David et une Adoration des mages, un triptyque de Pieter Coecke van Aelst.
En 1546, le monastère, élevé au rang d'abbaye, est fortifié afin de faire face aux incursions des pirates d'Afrique du Nord. 
À la fin du XVIIIe siècle, après la conquête française de l'Italie, l'abbaye est supprimée et mise à sac. 
Le polyptyque de Cervara a été démembré et vendu par morceaux. Quatre panneaux se trouvent dans la Galerie du Palazzo Bianco à Gênes, alors que les trois autres sont au Metropolitan Museum of Art de New York et au Musée du Louvre à Paris.
En 1804 le monastère est acheté par les trappistes français qui l'abandonnent en 1811.
En 1901, l'ordre des Chartreux l’achète pour servir de maison de refuge aux religieux de la chartreuse de Montrieux et de Mougères expulsés de France. En 1936, les chartreux la quitte pour retourner à la Chartreuse de Mougères.
Après plusieurs changements de propriétaires, il est actuellement la propriété d'un collectionneur privé. 
En 1912, il fut déclaré monument national.
La décoration de marbre est le fruit d'une restauration du XVIIIe siècle. Le verger des moines est maintenant remplacé par un jardin à l'italienne de style Renaissance.
Pendant son histoire, l'abbaye de Cervara a abrité de nombreux hommes célèbres comme le pape Grégoire IX, Maximilien d'Autriche et François Ier de France qui a été emmené ici en 1525 comme prisonnier après sa défaite à la bataille de Pavie.